# L'espionne
L'espionne è un cortometraggio del 1906 diretto da Lucien Nonguet.

## Trama
L'etmano cosacco ha una figlia di nome Vera, la quale si è innamorata di un giovane capo tartaro suo nemico. Vera tradisce suo padre rubando i piani di battaglia dei Cosacchi per salvare la vita del suo amante, fuggendo sulle montagne per portarli poi ai Tartari. Il padre offeso gravemente dal tradimento di Vera, la insegue e la cattura, trascinandola con un cavallo fino alla morte.